# 22829 Пейджерін
22829 Пейджерін (22829 Paigerin) — астероїд головного поясу, відкритий 7 вересня 1999 року.
Тіссеранів параметр щодо Юпітера — 3,501.